# Bemisia leakii
Bemisia leakii là một loài côn trùng cánh nửa trong họ Aleyrodidae, phân họ Aleyrodinae.
Bemisia leakii được Peal miêu tả khoa học đầu tiên năm 1903.